# Курдяева, Мария Александровна
Мария Александровна Курдяева (4 мая 1990, Балаково, Саратовская область) — российская самбистка и дзюдоистка, неоднократная чемпионка России по самбо и дзюдо, чемпионка Европы по самбо (юниоры), Чемпионка мира по самбо (юниоры).

## Биография
Мария училась в одной из СОШ города Балаково (Саратовская область). Помимо учёбы в школе приобщилась к здоровому образу жизни и стала ходить в секцию дзюдо в ДЮСШ № 1 города Балаково. Тренеры ― А.А. Сучков, А.Т Мартынов.
После окончания школы Мария поступила в Педагогический институт при СГУ им. Чернышевского.
В 2008 году Мария выиграла Первенство Европы по самбо среди юниорок, а в 2011 году Первенство Мира по самбо среди юниорок.
Мария Курдяева стала третьей в весовой категории до 60 кг на Кубке России по самбо среди женщин, прошедшем во Пскове.